# USS Narraguagas (AOG-32)
USS Narraguagas (AOG-32) był amerykańskim tankowcem typu Mettawee z okresu II wojny światowej.
Stępkę jednostki, pod starym oznaczeniem MC hull 1529, położono 30 sierpnia 1944 w stoczni East Coast Shipyard Inc. w Bayonne (stan New Jersey). Zwodowano go 15 października 1944. Jednostka została nabyta przez US Navy 20 listopada 1944 i weszła do służby 2 grudnia 1944, pierwszym dowódcą został Lt. Randall F. Elder, USCG.

## Służba w czasie II wojny światowej
Po dziewiczym rejsie, obsadzony przez członków US Coast Guard tankowiec zameldował się 15 stycznia do ComServLant skąd otrzymał rozkaz przepłynięcia przez Kanał Panamski i udania się do Kalifornii. 13 lutego został przydzielony do ServRon 8 Floty Pacyfiku stojąc na kotwicy w San Pedro. Do Pearl Harbor odpłynął 20 lutego i do celu dotarł 2 marca. Dwa tygodnie później wyszedł w rejs transportowy w kierunki Johnston Island. 6 kwietnia popłynął na Eniwetok, gdzie dołączył 20 kwietnia do ServRon 10. Do 25 kwietnia wyszedł w rejs w kierunku Ulithi, a następnie do Leyte, aż w końcu dotarł do Kerama Retto.

### Atak japońskich samolotów
Po dotarciu 13 czerwca w rejon wysp Ryukyu natychmiast rozpoczął operacje zaopatrzeniowe. 21 czerwca o godzinie 18.42 na kotwicowisko został przeprowadzony atak dwóch japońskich samolotów. W czasie akcji jeden z samolotów uderzył w USS "Curtiss" (AV-4), drugi został zestrzelony przez kuter Coast Guard "Bibb" (WPG-31).

### Działania do końca wojny
"Narraguagas" wkrótce rozpoczął dalsze działania zaopatrzeniowe, które pełnił w rejonie Kerama Retto do 7 lipca. Następnie przeszedł do Buckner Bay. W rejonie wysp Ryukyu operował do końca roku, gdy otrzymał rozkaz udania się do Stanów Zjednoczonych.

## Służba powojenna
Do San Pedro dotarł 10 stycznia 1946 i został poddany procesowi dezaktywacji. Ze służby został wycofany 5 marca, 12 kwietnia skreślono go z listy jednostek floty. W czerwcu 1947 został przekazany Maritime Commission w celu rozdysponowania. W tym samym roku został sprzedany Compania de Petroleo Lago z Maracaibo w Wenezueli i otrzymał nazwę "Esso Maracaibo". W kwietniu 1964 zderzył się z nowo wybudowanym mostem General Rafael Urdaneta w rejonie kanału żeglugowego Maracaibo. W wyniku wypadku zginęło siedem osób. Później przemianowany na "Lagoven Maracaibo". Złomowany na Tajwanie w 1985.